# Седра, Рауль
Жозеф Рауль Седра (фр. Joseph Raoul Cédras; род. 9 июля 1949) — бывший военный офицер, де-факто глава государства Гаити с 1991 до 1994 года, официально был президентом только в течение недели в октябре 1991.

## Биография
Получил образование в Соединённых Штатах, был членом американского корпуса «Леопард». Был избран представителем от США и Франции для обеспечения безопасности во время проведения всеобщих выборов в Гаити 1990—1991 годов, а также был назначен на пост главнокомандующего Вооружёнными силами во время правления президента Жан-Бертрана Аристида. Он также считался ценным источником ЦРУ, представляя американской разведке критичные к Аристиду отчёты.
Был генерал-лейтенантом вооруженных сил Гаити, когда возглавил государственный переворот 1991 года, в результате которого был отстранён от власти Жан-Бертран Аристид.
Некоторые правозащитные группы критиковали правление Седра, утверждая, что президентские вооруженные формирования занимались убийствами невинных людей. Госдепартамент США в 1995 году заявил, что на протяжении трёх лет де-факто пребывания у власти Рауля Седра было убито около 3000 мужчин, женщин и детей.
Оставаясь фактическим лидером Гаити, Седра выбрал для себя должность командующего вооружёнными силами страны, а пост президента решил передать официальному лицу. Согласно конституции парламент назначил на должность временного главы государства председателя Верховного суда Жозефа Нерета. Выборы были назначены на декабрь 1991 года, однако их заблокировало американское правительство. Позже Нерета на посту президента заменил Эмиль Жонассен.
Тогдашний президент США Билл Клинтон создал делегацию, в состав которой вошли бывший президент Джимми Картер, сенатор Сэм Нанн и генерал Колин Пауэлл. В 1994 году они призвали временного президента Жонассена передать власть во избежание вторжения. Жонассен подал в отставку. Генерал Седра заявил о своем желании остаться в Гаити. Впрочем, американцы убедили его уехать в Панаму и в качестве стимула выдали ему 1 миллион долларов. Американские власти также выделили отряды для охраны его домов на родине.
Покинув Гаити, Седра выехал в Панаму, где и остаётся до сих пор.